# BAP Capitán Quiñones (CL-83)
«Капітан Кіньонес» (ісп. BAP Capitán Quiñones (CL-83) — військовий корабель, легкий крейсер типу «Коронна колонія» військово-морського флоту Перу за часів Холодної війн. Корабель був побудований британською суднопромисловістю і названий на честь домініону Ньюфаундленд, брав участь у Другій світовій війні і пізніше був проданий ВМС Перу.
30 грудня 1959 року крейсер увійшов до складу перуанських ВМС, де його перейменували на «Альміранте Грау» (ісп. BAP Almirante Grau (CL-81) на честь перуанського адмірала Мігеля Грау. 31 січня 1960 року корабель прибув до свого нового порту приписки Кальяо.
Як флагман флоту, корабель брав участь у кількох навчаннях, включаючи багатонаціональні маневри UNITAS. У 1963 році, після створення Військово-морської авіаційної служби Перу, «Альміранте Грау» почав використовувати гелікоптери Bell 47G. Корабель був перейменований на «Капітан Кіньонес» (Capitán Quiñones (CL-83) у 1973 році після того, як його попередня назва була присвоєна нещодавно придбаному крейсеру «Де Рюйтер» типу «Де Зевен Провінсен». Відповідно старий крейсер 6 березня 1980 року бу виведений до резерву та списаний з експлуатації 2 травня того ж року.